# Ketel van Gundestrup

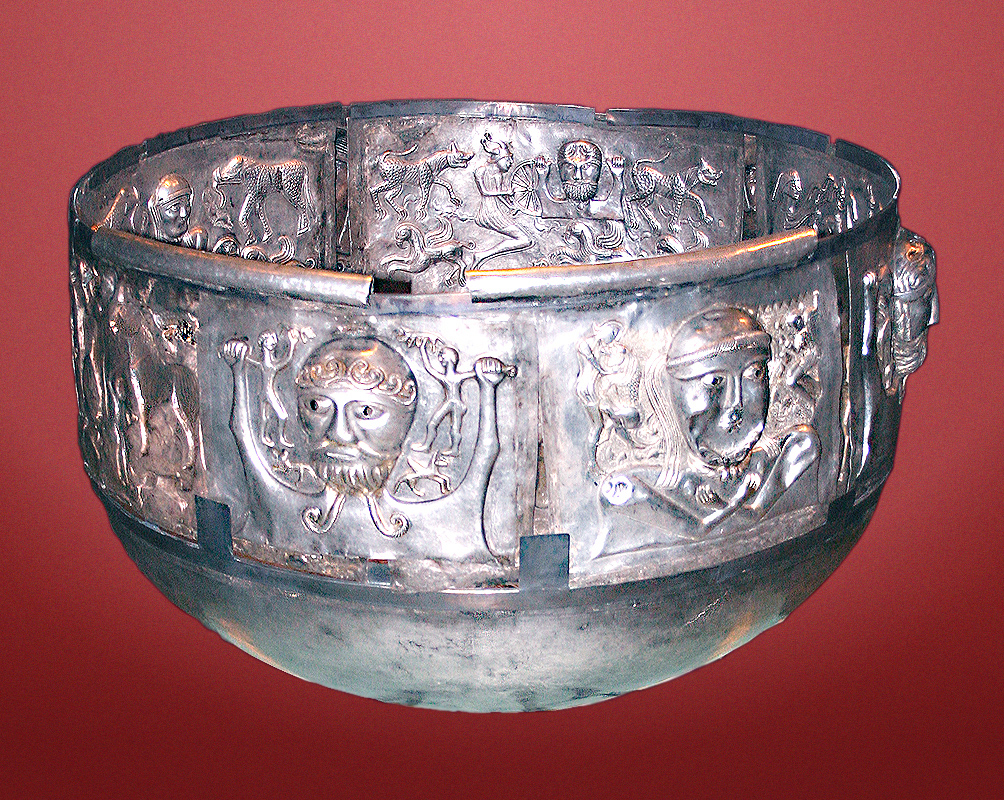
Ketel van Gundestrup

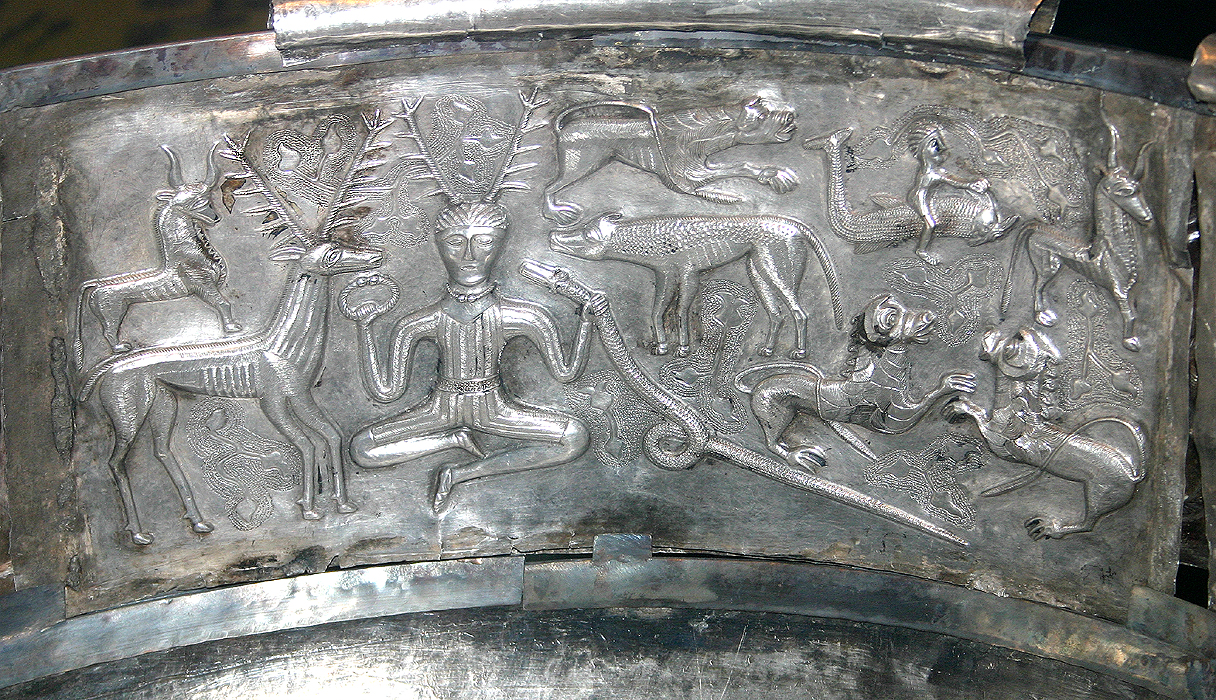
Afbeelding van Cernunnos op de Ketel van Gundestrup

De Ketel van Gundestrup is een rijk gedecoreerd vat, vermoedelijk uit de La Tène-periode in de 2de of 1e eeuw v.Chr. Het is een depotvondst die in 1891 werd gedaan in een veen nabij Gundestrup in het Deense Himmerland. De ketel wordt bewaard in het Nationaal museum van Denemarken in Kopenhagen.
De decoraties op de wanden van de ketel tonen Keltische godheden en rituelen. Hierom en ook vanwege de afmetingen van het vat (diameter van 69 cm, hoogte 42 cm) denkt men dat het bij druïdische religieuze plechtigheden werd gebruikt. 

## Vondst en assemblage
De ketel was, gedemonteerd, in een droog gedeelte van het Raevemoseveen gedeponeerd. Aanvankelijk werd hij als offer op droog land geplaatst, maar niet begraven. In 1891 werd hij ontdekt als een verzameling van 13 platen: een ronde, vijf lange rechthoekige, en zeven kortere rechthoekige (en een achtste die verdwenen is). Deze platen zijn voor 97% uit puur zilver gemaakt, deels verguld.
In 1892 reconstrueerde Sophus Müller de platen tot hun huidige vorm, met de vijf korte aan de binnenkant, de zeven lange aan de buitenkant, en de ronde plaat als bodem. Volgens een schema van Klindt-Jensen worden de buitenste platen doorgaans met een kleine letter gelabeld, a–g, en de binnenste met de hoofdletters A–E.

## Decoratie

### Bodemplaat
De bodemplaat wordt door een stier beheerst. Op zijn rug loopt een man die een speer werpt en hem aanvalt. Er zijn ook twee honden te zien, een boven de kop van de stier, de andere onder zijn hoeven.

### Buitenplaten

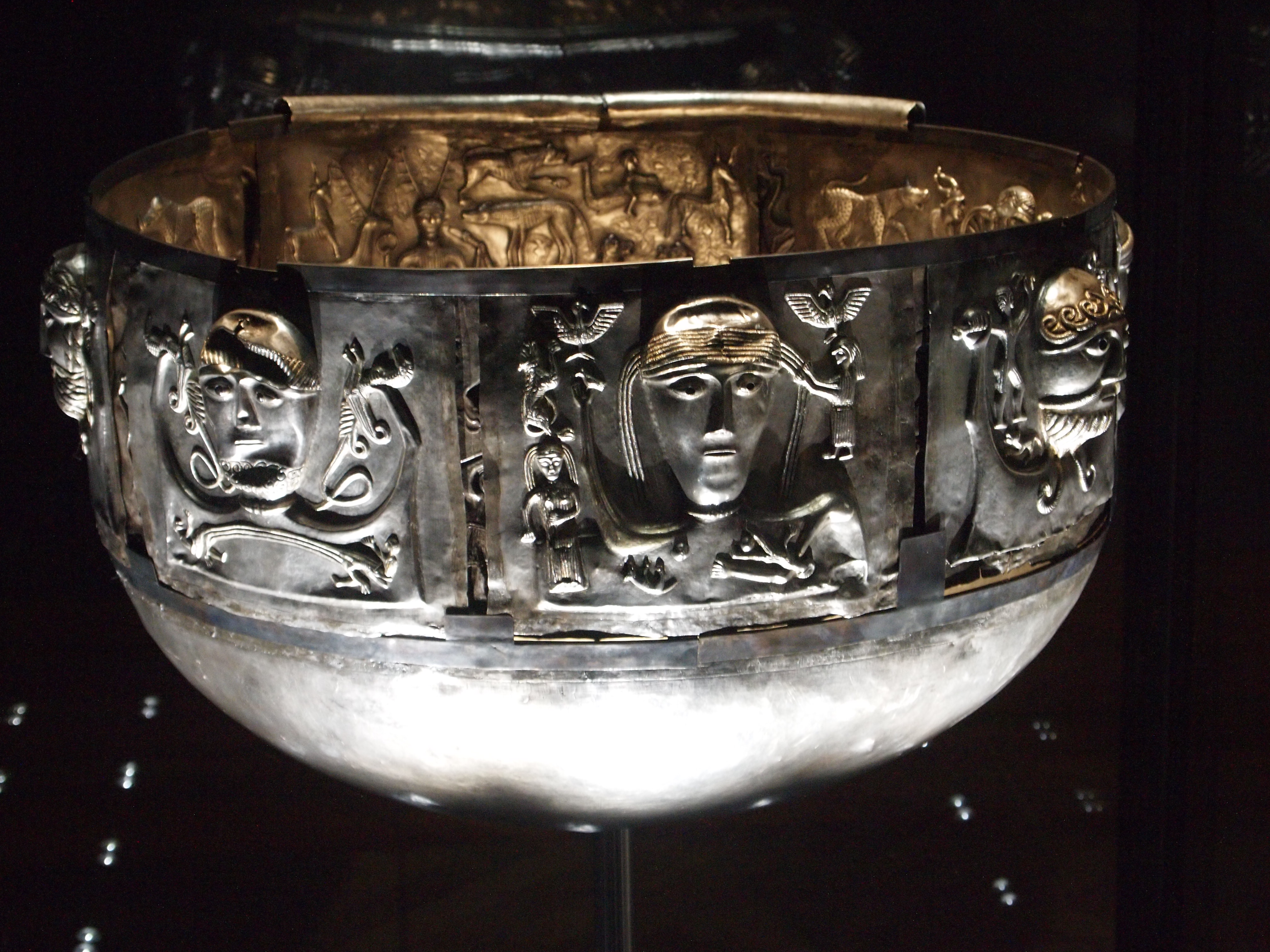
Plaat e en plaat f

Elk van de zeven buitenplaten vertoont centraal een buste, waarschijnlijk van een godheid. Platen a, b, c en d tonen gebaarde mannelijke figuren, terwijl de andere drie vrouwelijke figuren zijn.
- Op plaat a houdt de gebaarde figuur in elke hand een veel kleinere man bij de arm. Ieder van die twee mannen rijst op tot een kleine ever. Onder hun voeten (op de schouders van de god) zit er links een hond en aan de rechterzijde een gevleugeld paard.

- De god op plaat b houdt in elke hand een zeepaard of een draak. Deze godheid werd geassocieerd met de Ierse zeegod Manánnan Mac Lir.

- Op plaat c steekt de god zijn lege vuisten omhoog. Aan zijn rechterschouder zit een man in een soort gevechtshouding, en links een lopende figuur met een kleine ruiter eronder.

- Op plaat d is een gebaarde god te zien die in elke hand een hert bij het achterkwartier houdt.

- De godin op plaat e wordt geflankeerd door twee kleinere mannelijke bustes.

- Op plaat f houdt de godin een vogel in haar geheven rechterhand. Haar linkerarm is horizontaal en draagt een man en een hond die op zijn rug ligt. Ze wordt geflankeerd door twee prooivogels aan elke kant van haar hand. Haar haar wordt gevlochten door een kleine vrouw rechts van haar.

- Op plaat g heeft de godin de armen gevouwen. Rechts van haar is er een scène van een man die met een leeuw vecht. Links loopt een figuur zoals die op plaat c.

### Plaat A: de gehoornde God
Plaat A toont centraal een mannelijke gehoornde figuur in zittende houding met gevouwen benen. Men  beschouwt deze als Cernunnos. In zijn rechterhand houdt de figuur een torque, en met de linkerhand grijpt hij een gehoornde slang bij de kop. Links is er een hert met een gewei zoals dat van de god. Er zijn nog andere dieren rondom verspreid, hondachtigen, katachtigen, runderachtige en een menselijke figuur die op een vis of dolfijn rijdt. 
Deze scène is al vergeleken met de Pashupati "heer van de dieren" uit de Indusvallei beschaving.

### Plaat B: Godin met wielen
Plaat B toont de buste van een godin, geflankeerd door twee wielen met zes spaken en door mythische wezens: twee olifantachtige schepsels en twee griffioenen. Onder de buste een grote hond.

### Plaat C: gebroken wiel

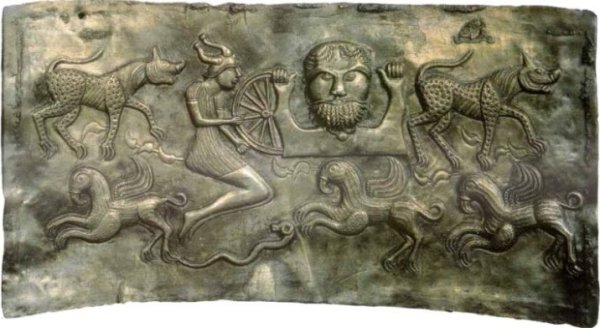
Plaat C: het gebroken wiel

Plaat C toont de buste van een gebaarde god die een gebroken wiel vasthoudt. Een kleinere rennende figuur met een gehoornde helm houdt ook de reel van een wiel vast. Onder deze lopende figuur zit een gehoornde slang. De groep wordt omgeven door olifanten en griffioenen zoals die op plaat B. Deze god werd geassocieerd met de Ierse Dagda. De spaken van het wiel zijn asymmetrisch weergegeven, maar als men de onderste helft bekijkt zal het wiel twaalf spaken hebben geteld, wat overeenkomt met opgegraven strijdwagens in East Yorkshire.

### Plaat D: Stierenoffer
Op plaat D ziet men een scène van een stierenslachting. Drie stieren worden op een rij getoond, naar rechts gekeerd. Iedere stier wordt door een man aangevallen met een zwaard. Onder de hoeven van elke stier loopt een hond naar rechts, en over de rug loopt een kat, ook naar rechts.

### Plaat E: Krijgersinitiatie
Plaat E toont blijkbaar een soort initiatieritueel. In de onderste helft marcheert een rij krijgers met speren en schilden, vergezeld van carnyxspelers naar links. Aan de linkerzijde dompelt een grote figuur een man in een ketel. In de bovenhelft, weg van de ketel, en waarschijnlijk met de initiatie achter de rug rijden krijgers te paard. Tussen de ruiters en soldaten zijn bloemen afgebeeld, mogelijk de zaaddoosjes van bilzekruid. Voor de strijd dronken de Kelten bier met geestrijke substanties. Het is interessant dat latere Keltisch mythen het heropstandingsthema laten zien gebaseerd op onderdompeling van dode krijgers in ketels.

## Interpretatie
De Gundestrupketel is het grootst bekende zilveren exemplaar uit de Europese IJzertijd in zijn soort. De stijl en kunde suggereert Thracische herkomst, terwijl de Keltische torques, de gehoornde God, de carnyx als afbeelding zijn gebruikt. Dit leverde stof voor elkaar tegensprekende theorieën aangaande de Thracische versus Gallische oorsprong van de ketel.
Bergquist en Taylor stellen dat het Thracische vaklieden waren die de ketel maakten op bestelling van Keltische Scordisci die in de handen van Cimbri viel toen die het midden lagere Donaugebied in 120 v.Chr. binnenvielen. Olmsted interpreteert de iconografie als prototype van de Ierse mythe van de Táin Bó Cuailnge, waarbij de gehoornde met Cú Chulainn wordt in verband gebracht, eerder dan met Cernunnos.

## Voetnoten
1. ↑  Herman Clerinx, De god met de maretak. Kelten en de Lage Landen, 2023, p. 240. ISBN 9789025314590

- Bibliothèque nationale de France: cb16579258b (data)
- Gemeinsame Normdatei: 7508785-6
- Library of Congress Control Number: n2019032917
- Virtual International Authority File: 188272823